# Lu Liang-hui
Lu Lianghui (en chino tradicional, 盧亮輝; en chino simplificado, 卢亮辉, n. 1940)es un compositor de música clásico chino establecido en Taiwán. Ha sido preseleccionado para el Premio de Oro Melody Award muchas veces y ganó el Golden Bell Award, el Golden Melody Award y otros premios. Ha creado obras de música tradicional china a gran escala, como "Gong Shang Jiao Zheng Yu", "Chu Xia Qiao Dong" (las cuatro estaciones), "Obertura Jingbiao", ampliamente interpretadas y difundidas a ambos lados del estrecho y en el Sudeste Asiático. 
Se graduó en el Conservatorio de Música de Tianjin y emigró a  Hong Kong a finales de la década de 1970. Trabajó como músico a tiempo completo en la Orquesta China de Hong Kong desde 1977. En 1986 emigró a Taiwán y se desempeñó como subdirector y adjunto del grupo de interpretación de la Orquesta China de Taipei y profesor asistente en el Departamento de Música China de la Universidad de Cultura China. Ha compuesto un número considerable de obras de música china de gran escala para orquestas profesionales como la mencionada Orquesta China de Taipei, la Orquesta Nacional China de Taiwán y la Orquesta China de Kaohsiung. Estudió en China continental.

## Biografía
Lu Lianghui nació en Indonesia, aunque su hogar ancestral es el condado de Yongding de la provincia de Fujian, en China. Se graduó en el Departamento de Composición del Conservatorio de Música de Tianjin en 1964. Tuvo profesores como Zhang Junqing, Xu Yongsan y Liao Shengjing. Se mudó a Hong Kong en 1973 donde se convirtió en miembro a tiempo completo de la Orquesta China de Hong Kong en 1977. También comenzó a componer música china y incluyendo muchas obras de conjunto a gran escala para la Orquesta China de Hong Kong. Después de mudarse a Taiwán en 1986, se desempeñó como subdirector y director adjunto de la sección de interpretación de la Orquesta China de Taipei y profesor asistente del Departamento de Musicología China en la Universidad de Cultura China. Invitado por orquestas profesionales como la Orquesta China de Taipei, la Orquesta China de Taiwán y la Orquesta China de Kaohsiung, ha compuesto una gran cantidad de obras musicales chinas para orquesta ampliamente  apreciadas por el público.

## Obras principales
- Suite Instrumental Nacional
  - " Primavera, Verano, Otoño e Invierno " cuatro conjuntos
  - " Gong Shang Jiao Zheng Yu" cinco piezas corales
  - " Felicidad, Ira, Dolor y Música" cuatro Conciertos (Felicidad: Flauta, Ira: Pipa, Lamento: Si, Música: Suona)

- Conjunto Instrumental Nacional
  - " Canción para beber "
  - " Festival de los Faroles "
  - " Junio Jazmín "
  - " Pueblo pequeño "
  - " Valle siempre verde "
  - " Recuerdos de la Infancia "[2]
  - " Música y Danza del Sacrificio "
  - " Danza Festiva "
  - " Celebración de cumpleaños "
  - " Capricho de rima de Beijing "
  - " Obertura fuerte "
  - " Danza de la Montaña "
  - " El fuego de la vida "
  - " Zhuluo Suite I: Odas del sonido del templo "
  - " Zhuluo Suite III: Danza del jardín de té "
  - " Zhuluo Suite IV: Himno a la Tierra "
  - " Música para recoger té Tao Tao " Conjunto de seda y bambú
  - " Du Ma Kuai Die " Conjunto de seda y bambú

- Concierto Instrumental Nacional
  - " Primavera de Eluanbi " Concierto para soprano[2]
  - " Amor de una concubina real " Concierto de erhu
  - Concierto para flauta "Brisa de primavera y lluvia nocturna"
  - " Rima del estilo de Xinjiang " Concierto de Erhu
  - " La bella danza de Xinjiang " Concierto de Gaohu
  - " Chaishan Show " Concierto de Erhu
  - " Mirando la lluvia en Longtan " Doble concierto de Erhu/Dulcimer
  - " Río del Amor" Piano y Orquesta China - Kaohsiung Cinco Partes I
  - " Kaohsiung Storm " Trompeta y Orquesta China - Kaohsiung Cinco partes II
  - " Amor en Siziwan " Violín y Orquesta China - Kaohsiung Cinco Partes III
  - " Paisaje del Estanque de Lotos " Flauta y Orquesta China - Kaohsiung Cinco Partes IV
  - " Luna en la noche sobre el lago Cheng " Violonchelo y orquesta china - Pentalogía de Kaohsiung Parte V
  - " Zhuluo Suite II: Amor en el puerto pesquero " 36 Cañas y Concierto de Sheng
  - "Amor" Piano y orquesta China[5]

- Arreglista, orquestación
  - "Mazu" ( Ópera de Pekín)
  - "Generales Primavera y Otoño" (Ópera de Pekín)
  - " Wang Xifeng causa problemas en la mansión Ningguo " (Ópera de Pekín)
  - "Li Shimin y Wei Zheng" (Ópera de Pekín)
  - " Tres personas y dos lámparas " (Ópera de Pekín)
  - "La historia del candado de oro" ( Ópera de Pekín moderna)

## Premios
- En el año 1989, fue nominado al premio Campana Dorada por la banda sonora de la serie de televisión taiwanesa "Baile de los guerreros".
- En 1991, ganó el premio Ting Dorado a la mejor grabación con el álbum musical "Nueva Historia Escuela Infantil Qiong Lin".
- En 2012, ganó el Premio al Mejor Productor en la 23ª edición de los Golden Melody Awards por "Leyendo a Lu Liang-hui".